# Brent Bookwalter
Brent Bookwalter (Albuquerque, 16 februari 1984) is een voormalig Amerikaans wielrenner die van 2008 tot en met 2018 elf seizoenen voor BMC Racing Team uitkwam, voor hij in 2019 de overstap maakte naar Team BikeExchange.
In de wegwedstrijd op de Olympische Spelen in Rio de Janeiro werd Bookwalter zestiende, op ruim drieënhalve minuut van winnaar Greg Van Avermaet. Vier dagen later eindigde hij op plek 23 in de tijdrit.

## Belangrijkste overwinningen
2006
 Amerikaans kampioen tijdrijden, Beloften
2009
Proloog Ronde van Utah
2013
1e en 2e etappe (ploegentijdrit) Ronde van Qatar
2014
1e etappe Ronde van Trentino (ploegentijdrit)
2015
2e etappe USA Pro Cycling Challenge
2017
2e etappe Ronde van Catalonië (ploegentijdrit)
2e etappe Ronde van Utah

## Resultaten in voornaamste wedstrijden
| Jaar | Ronde van Italië | Ronde van Frankrijk | Ronde van Spanje |
| ---- | ---------------- | ------------------- | ---------------- |
| 2009 |                  |                     |                  |
| 2010 | 95e              | 144e                |                  |
| 2011 |                  | 112e                |                  |
| 2012 |                  |                     | 78e              |
| 2013 |                  | 91e                 |                  |
| 2014 | 68e              |                     |                  |
| 2015 | 66e              |                     |                  |
| 2016 |                  | 117e                |                  |
| 2017 |                  |                     |                  |
| 2018 |                  |                     | 66e              |
| 2019 | opgave           |                     |                  |
| 2020 | opgave           |                     |                  |
| 2021 |                  |                     |                  |

| Jaar | Milaan-San Remo | Parijs-Roubaix | Amstel Gold Race | Luik-Bast.‑Luik | Waalse Pijl | Strade Bianche |  | WK op de weg |  | Wereldranglijsten |
| ---- | --------------- | -------------- | ---------------- | --------------- | ----------- | -------------- |  | ------------ |  | ----------------- |
| 2009 |                 | 88e            |                  |                 |             |                |  | opgave       |  |                   |
| 2010 | opgave          |                | opgave           | 94e             | 124e        | 64e            |  |              |  | 176e (UWK)        |
| 2011 |                 |                |                  |                 |             |                |  | 65e          |  |                   |
| 2012 |                 |                |                  | opgave          | 72e         |                |  | 102e         |  |                   |
| 2013 |                 |                |                  | 110e            | 73e         |                |  |              |  |                   |
| 2014 |                 |                |                  |                 |             |                |  | 25e          |  | 220e (UWT)        |
| 2015 |                 |                |                  | 46e             | 53e         | opgave         |  | 19e          |  |                   |
| 2016 |                 |                |                  |                 |             | 12e            |  |              |  |                   |
| 2017 |                 |                |                  |                 |             | 26e            |  |              |  | 126e (UWT)        |
| 2018 |                 |                |                  |                 |             |                |  | 63e          |  | 206e (UWT)        |
| 2019 |                 |                |                  |                 |             | 21e            |  |              |  | 700e (UWR)        |
| 2020 |                 |                |                  |                 |             | 7e             |  |              |  |                   |
| 2021 |                 |                |                  | 104e            | 74e         | 44e            |  |              |  |                   |

## Ploegen
2005 –  Advantage Benefits Endeavour Cycling Team (vanaf 8 juli)
2006 –  Priority Health Cycling Team
2008 –  BMC Racing Team
2009 –  BMC Racing Team
2010 –  BMC Racing Team
2011 –  BMC Racing Team
2012 –  BMC Racing Team
2013 –  BMC Racing Team
2014 –  BMC Racing Team
2015 –  BMC Racing Team
2016 –  BMC Racing Team
2017 –  BMC Racing Team
2018 –  BMC Racing Team
2019 –  Mitchelton-Scott
2020 –  Mitchelton-Scott
2021 –  Team BikeExchange